# Serrat de l'Avetosa
El Serrat de l'Avetosa és una serra situada al municipi de Bellver de Cerdanya, a la comarca de la Baixa Cerdanya, amb una elevació màxima de 1.871 metres.